# Baltijos TV
Baltijos TV (BTV, Baltijos televizija, deutsch Baltisches Fernsehen) ist ein überregionaler, privater Fernsehsender in Litauen. Der Sitz des Senders befindet sich in Vilnius. BTV wurde 1993 als Baltijos TV gegründet, 2002 in TV4 und 2004 in BTV umbenannt. BTV ist der viertmeist angeschaute Fernsehsender in Litauen.
Es wird verwaltet von der UAB „LNK“.